# Lepidochrysops claassensi
Lepidochrysops claassensi är en fjärilsart som beskrevs av Dickson 1982. Lepidochrysops claassensi ingår i släktet Lepidochrysops och familjen juvelvingar. Inga underarter finns listade i Catalogue of Life.